# Commanderie de Bayle
Pour les articles homonymes, voir Bayle.
La commanderie de Bayle est une commanderie fondée par l'ordre du Temple au XIIe siècle sur le territoire de la commune de Saint-Antonin-sur-Bayon, dans le département des Bouches-du-Rhône, en Provence-Alpes-Côte d'Azur.
Après la dissolution de l'ordre en 1312, la propriété de la commanderie et de ses dépendances est transférée, avec la majorité des autres biens templiers, à l'ordre de l'Hôpital.

## Description géographique
La commanderie de Bayle se trouve à 480 m d'altitude sur la commune de Saint-Antonin-sur-Bayon, à 7 km à l'ouest de Puyloubier et à 11 km à l'est d'Aix-en-Provence.

## Historique

### L'implantation des templiers à Bayle
L'établissement templier de Sainte-Marie de Bayle est attesté pour la première fois dans la documentation subsistante le 5 novembre 1166, alors que Foulques de Pontevès fait une donation à cette maison, représentée par Hugues Jaufré, alors maître du Temple en Provence et parties des Espagnes. Il faut cependant attendre décembre 1170 pour voir un commandeur de Bayle apparaître pour la première fois : il s'agit de Foulques de Bras, qui a sans doute joué un rôle dans l'implantation de l'Ordre à Bras, siège d'une future commanderie et qu'on retrouve quelques années plus tard à la tête de la maison de Richerenches, puis de Roaix.
Les Templiers mettent en valeur le plateau du Cengle en creusant l'évacuation de l'eau par la cascade de « La Trenque » ou « Troncas ».

### La fin des templiers et la dévolution aux hospitaliers
En janvier 1308, au moment où les biens du Temple en Provence sont saisis par les officiers de Charles II d'Anjou et ses membres, arrêtés, la maison de Bayle n'a plus de commandeur propre et n'est qu'une grange passée sous le contrôle de la commanderie d'Aix. Le clavaire d’Aix Pierre Raymondi et le notaire Bernard de Lanzola, mandatés par le viguier et le juge d'Aix pour exécuter sur place les ordres comtaux, ne trouvent à Bayle, au matin du 24 janvier, qu'un frère sergent du Temple, Raymond Perdigoni, agissant à titre de gardien (custos) de la maison ainsi qu'un prêtre du nom de Guillaume qui remplit les fonctions de régisseur ou fermier. Raymond Perdigoni figure par la suite sur une liste des templiers arrêtés en Provence et alors détenus dans les forteresses comtales de Meyrargues (27 prisonniers) et Pertuis (23 détenus) : on y apprend qu'il appartenait à la commanderie d'Aix.
Après la dissolution de l'ordre en 1312, la propriété de la commanderie et de ses dépendances est transférée, avec la majorité des autres biens templiers, à l'ordre de l'Hôpital. Bayle est confiée, avec les autres possessions templières relevant de l'ancienne maison d'Aix, à la commanderie hospitalière d'Aix.
D'après l'enquête pontificale de 1373 menée sur les Hospitaliers, la grange de Bayle est à cette date administrée par un frère sergent de la commanderie d'Aix résidant sur place qui en a reçu le bail à vie. Un frère chapelain dessert alors la chapelle Sainte-Marie.
Le faire-valoir direct est par la suite abandonné au profit de l'arrentement : à partir d'au moins 1391, Bayle devient une bastide donnée à cens.

## Commandeurs templiers
| Nom du commandeur | dates         | Précisions                                                              |
| ----------------- | ------------- | ----------------------------------------------------------------------- |
| Foulques de Bras  | décembre 1170 | commandeur de Richerenches (1175-1179), puis de Roaix (1179-1182, 1185) |
| Hugues de Sade    | février 1176  |                                                                         |
| Raimond Chausoard | 1210          | commandeur d'Arles (1206-1208, 1211, 1219-1227)                         |
| R. de Aguileriei  | mars 1225     |                                                                         |
| Hugues de Lucho   | 1236          |                                                                         |
| Raimond Ermengaud | juin 1244     | commandeur de Saint-Maurice de Régusse (1237)                           |
| Bernard Martelli  | mars 1250     | également commandeur d'Aix (1250)                                       |
| Jean d'Arles      | août 1251     | commandeur de Fos (1245), commandeur d'Aix (1257)                       |
| Jean Mathias      | 1263          | également commandeur d'Aix (1263)                                       |

## État
Le site a été découvert par l'archéologue Isidore Gilles en 1904 lors de la construction d'un hangar. Des fouilles ultérieures y ont été menées en 1936 par F. Benoît. Elles ont permis la mise au jour de sépultures sous tegulæ, ainsi que de fragments de corniches, d'une meule à huile et d'un sol bétonné.
On peut aujourd'hui observer la présence de la chapelle et de la ferme, avec deux tours carrées et une cour dallée. Sur un mur extérieur et au-dessus d'une porte on notera la présence d'une croix du Temple.